# جبلة (الشرية)

تعديل مصدري - تعديل

جبلة هي إحدى قرى عزلة آل غنيم بمديرية الشرية التابعة لمحافظة البيضاء، بلغ تعداد سكانها 346 نسمة حسب تعداد اليمن لعام 2004.